# Chanodichthys mongolicus
Chanodichthys mongolicus е вид лъчеперка от семейство Шаранови (Cyprinidae). Видът не е застрашен от изчезване.

## Разпространение
Разпространен е в Китай (Анхуей, Гуандун, Гуанси, Гуейджоу, Дзилин, Ляонин, Пекин, Съчуан, Тиендзин, Фудзиен, Хайнан, Хубей, Хъбей, Хъйлундзян, Хънан, Шандун, Шанси, Шанхай и Юннан), Монголия и Русия (Амурска област).

## Описание
На дължина достигат до 1 m, а теглото им е максимум 4000 g.
Продължителността им на живот е около 10 години.